# Albert Cricket Ground
Albert Cricket Ground, také známý jako Albert Reserve a Warehouseman's Cricket Ground, je kriketový stadion, na kterém domovské zápasy hraje družstvo Victorie. Nachází se v melbournské centrální čtvrti St Kilda, australského spolkového státu Victoria.

## Sportovní využití

### Tenis
V roce 1905 se na tomto sportovišti konal první ročník tenisového grandslamu Australian Open, tehdy pod názvem „Australasian Championships“. Historicky premiérový titul získal Australan Rodney Heath, který ve finále porazil krajana Arthura Curtise ve čtyřech setech.

### Kriket
Albert Cricket Ground hostilo řadu kriketových zápasů na nejvyšší úrovni, včetně mezinárodních turnajů. Debutové střetnutí na nejvyšší úrovni tzv. first-class cricket, se zde odehrálo v roce 1925 mezi týmy Victorie a New South Wales Colts. Následující takový zápas se zde konal až v roce 1970, ke kterému nastoupila ženská družstva. V sezónách 1988–1989 a 1990–1991 se na stadiónu uskutečnila tzv. Rose Bowl série utkání, v rámci ženského mezinárodního turnaje a poté se odehrály tři události v sezóně 1999–2000.
V roce 2003 se zde nejdříve konal mezistátní zápas Austrálie s Jihoafrickou republikou „A“, a následně dva zápasy série mezi Bushrangers a Jižní Austrálií. Později v daném roce došlo ke střetnutí Tasmanian Tigers (tasmánských tygrů) s domácí Victorií. Austrálie se v rámci série Rose bowl 2004 utkala s Novým Zélandem, když jednou zvítězila a jednou odešla poražena.